# Paakkunansaaret
Paakkunansaaret är en ö i Finland. Den ligger i sjön Pyhäselkä och i kommunen Libelits i den ekonomiska regionen  Joensuu ekonomiska region  och landskapet Norra Karelen, i den sydöstra delen av landet, 400 km nordost om huvudstaden Helsingfors. Öns area är 4,5 hektar och dess största längd är 300 meter i sydöst-nordvästlig riktning.  Notera att namnet antyder att det är fråga om flera öar.